# Tortula mniifolia
Tortula mniifolia là một loài Rêu trong họ Pottiaceae. Loài này được (Sull.) Mitt. miêu tả khoa học đầu tiên năm 1869.